# Zeke Meyer
Zeke Meyer (ur. 11 marca 1892 roku w Providence, zm. 27 kwietnia 1962 roku w Filadelfii) – amerykański kierowca wyścigowy.

## Kariera
W swojej karierze Meyer startował głównie w Stanach Zjednoczonych w mistrzostwach AAA Championship Car oraz towarzyszącym mistrzostwom słynnym wyścigu Indianapolis 500, będącym w latach 1923-1930 jednym z wyścigów Grandes Épreuves. W drugim sezonie startów, w 1927 roku z dorobkiem 122 punktów uplasował się na czternastej pozycji w klasyfikacji generalnej. Rok później powtórzył ten wynik. W 1930 roku uzbierane 190 punktów dało mu dwunaste miejsce w końcowej klasyfikacji kierowców. W sezonie 1932 w wyścigu Indianapolis 500 dojechał do mety na szóstej pozycji, co powtórzył rok później. W tych latach był odpowiednio dziewiąty i dwunasty w mistrzostwach AAA. Startował w pojedynczych wyścigach do 1937 roku.